# مارماریس
مارماریس (به ترکی استانبولی: Marmaris) شهری بندری در سواحل مدیترانه است که در جنوب غرب ترکیه و در استان موغله واقع شده‌است. جمعیت این شهر حدود ۳۱٬۰۰۰ نفر (در سال ۲۰۱۰) است، اما در فصل گردشگری، به ۳۰۰ تا ۴۰۰ هزار نفر هم می‌رسد. مارماریس به‌دلیل واقع شدن میان رشته‌کوه‌های کنار دریا بسیار مشهور است. این شهر همچنین با دو لنگرگاه اصلی و بندرهای متعدد خود، مرکزی برای کشتی‌رانی و غواصی نیز به‌شمار می‌رود. از مارماریس به‌طور منظم، کشتی‌های تفریحی به سمت جزیرهٔ یونانیِ رودِس در حرکت‌اند. این شهر دارای آب‌وهوایی مدیترانه‌ای با تابستان‌هایی گرم و مرطوب و زمستان‌هایی بارانی و خنک است.
نام «مارماریس» از کلمهٔ «مرمر» (تلفظ یونانی: màrmaron) گرفته شده‌است. دلیل این نام‌گذاری، وجود سنگ مرمر در منطقهٔ مارماریس است.

## شهرهای خواهرخوانده
- فورت،[۳] آلمان
- جینان،[۴] چین
- اردو،[۵] ترکیه
- اشکلون،[۶] اسرائیل
- دزرژینسکیی، روسیه[۷]

## نگارخانه

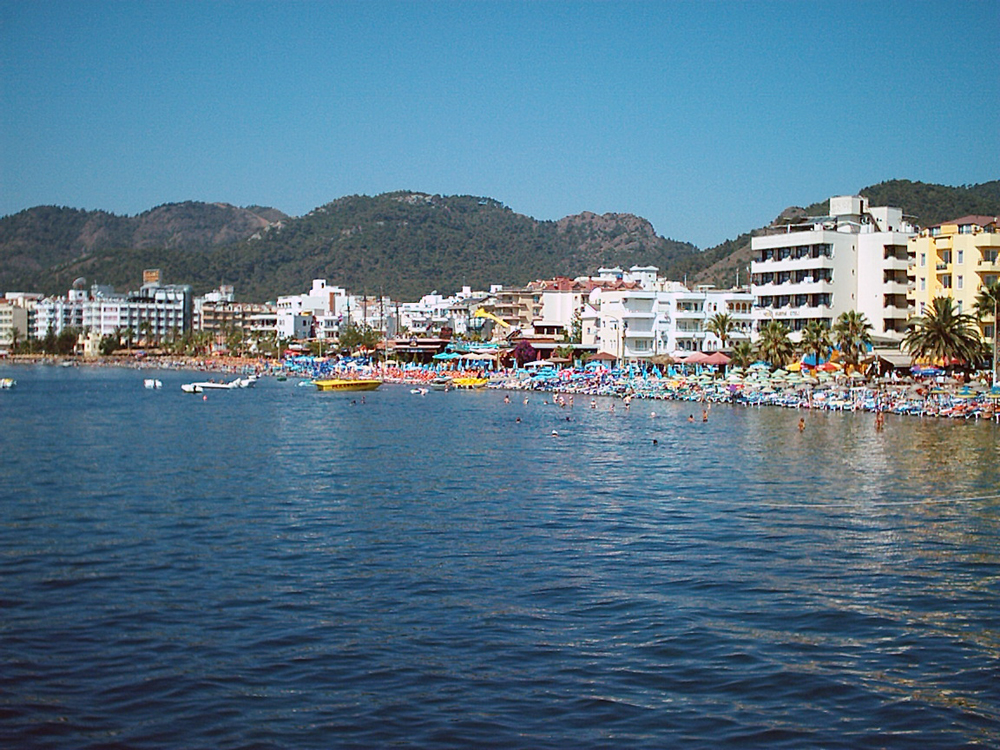
ساحل مارماریس
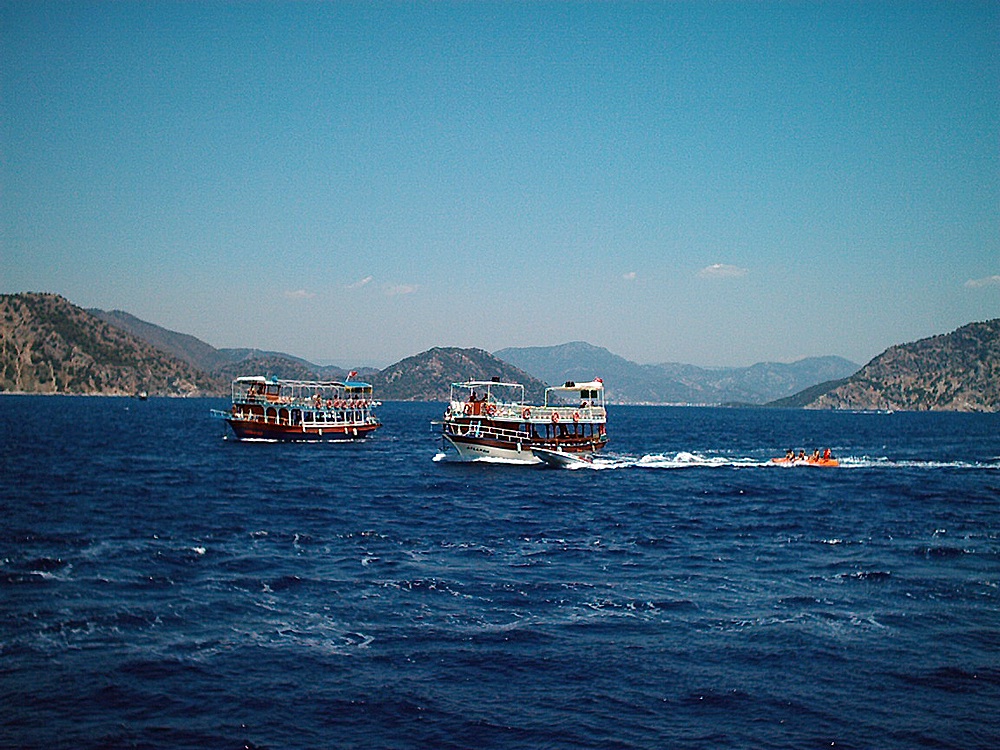
خلیج مارماریس
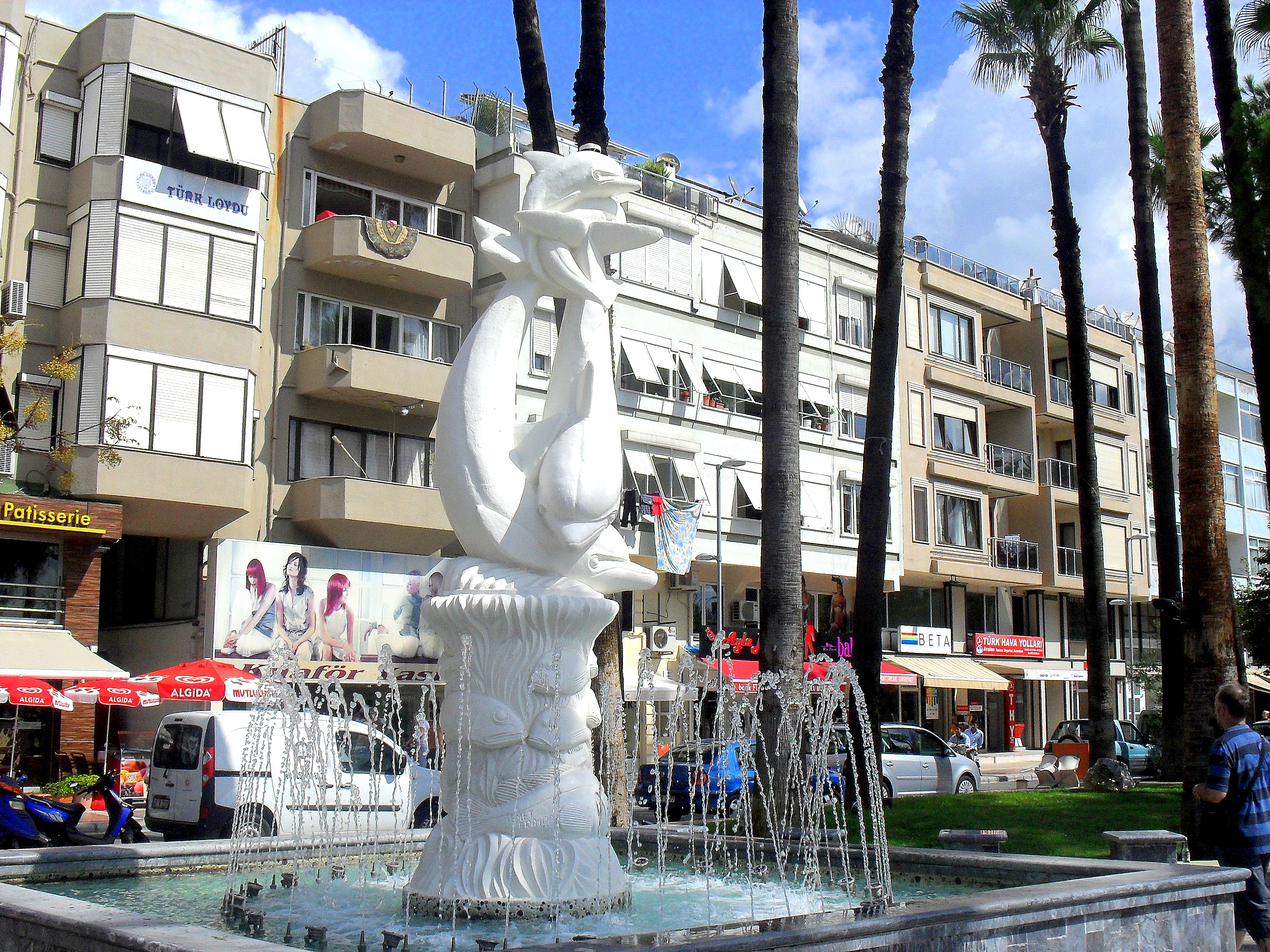
مرکز شهر، فوارهٔ دِلْفینامی
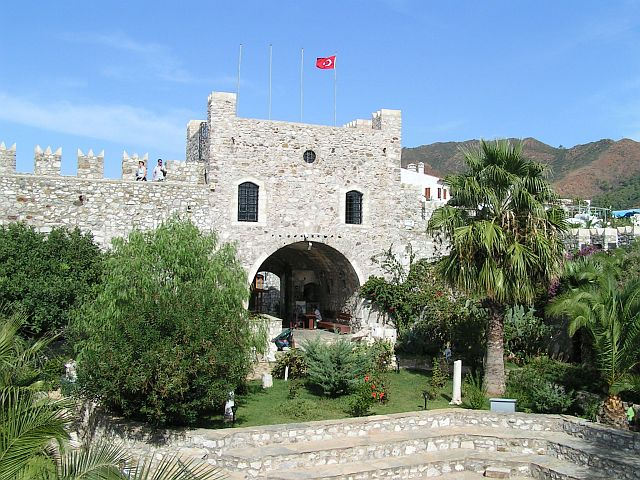
قلعه مارماریس
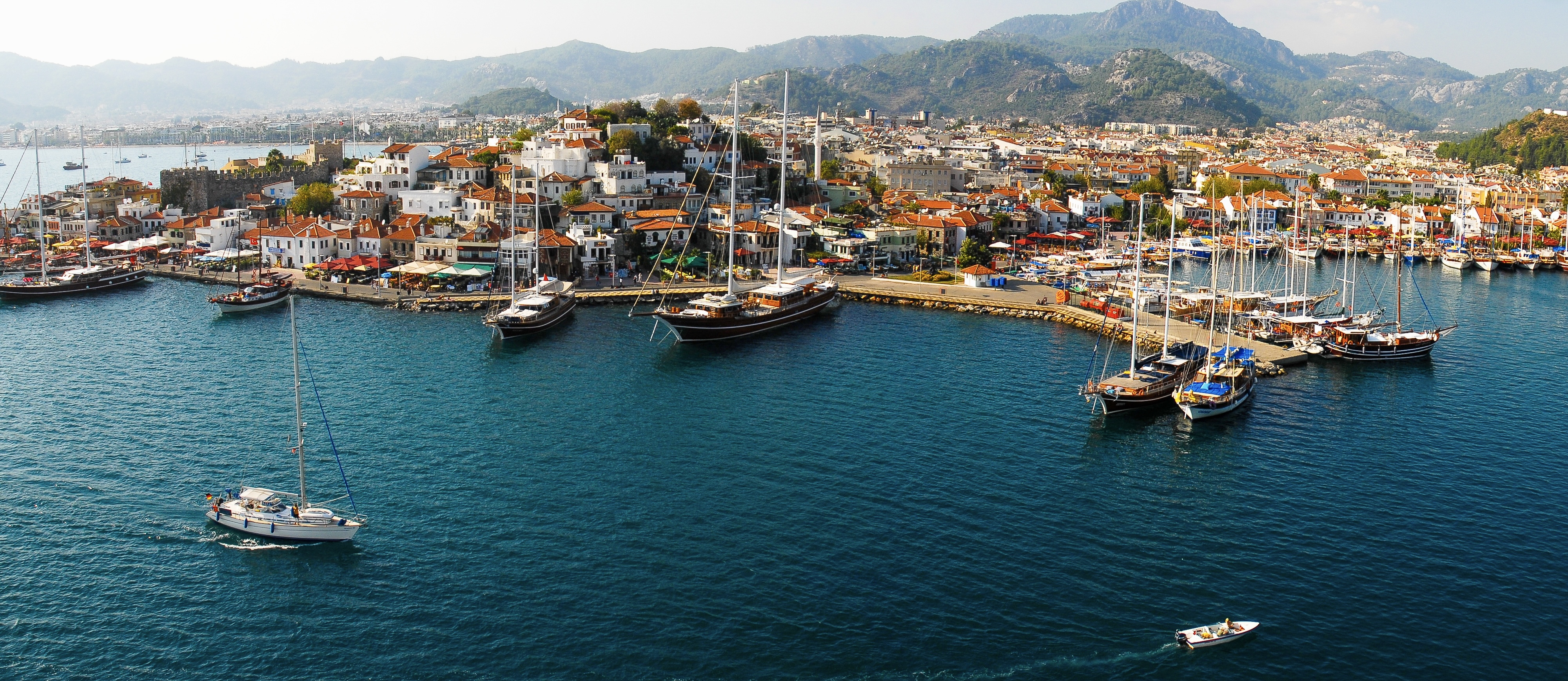
لنگرگاه مارماریس
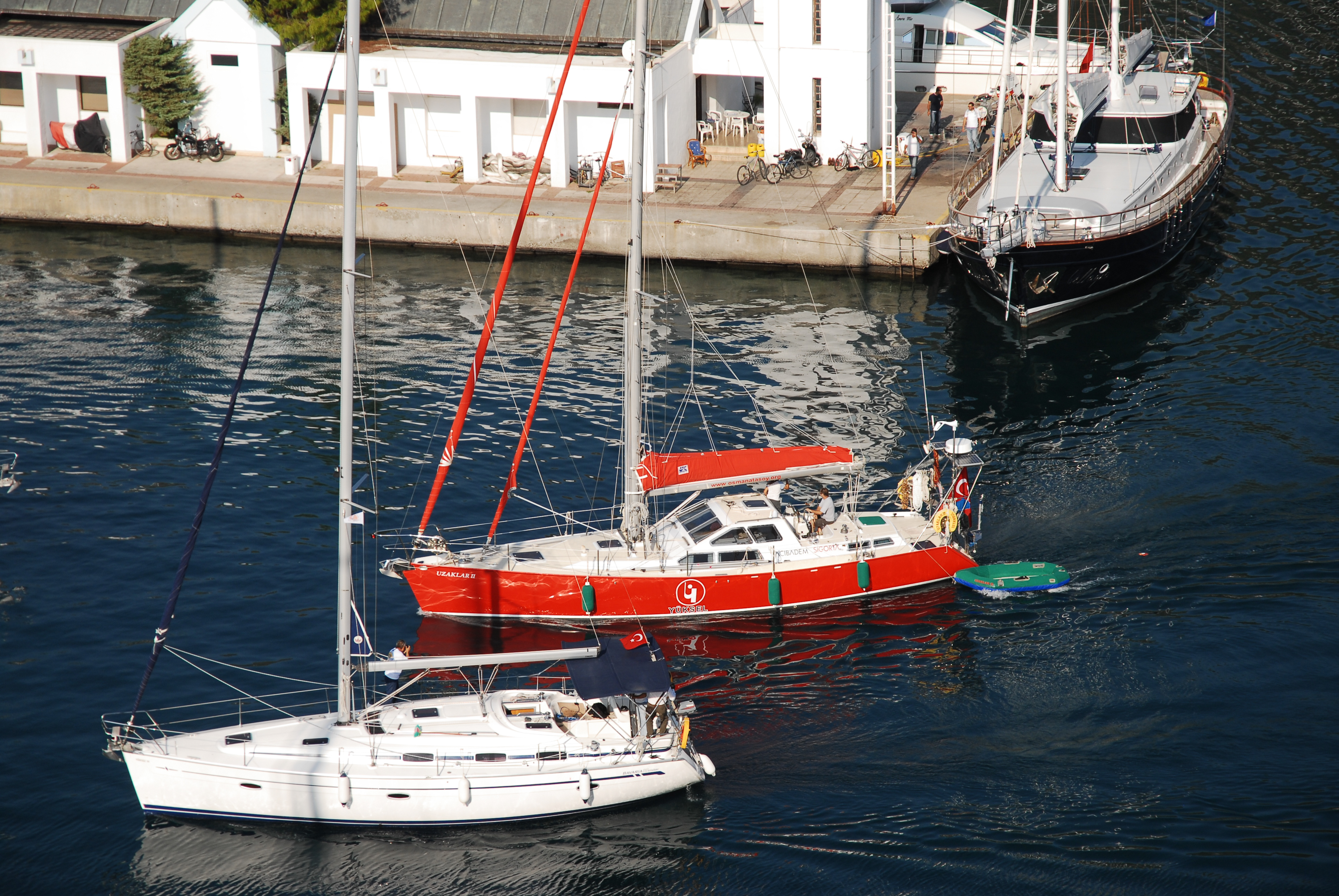
لنگرگاه مارماریس
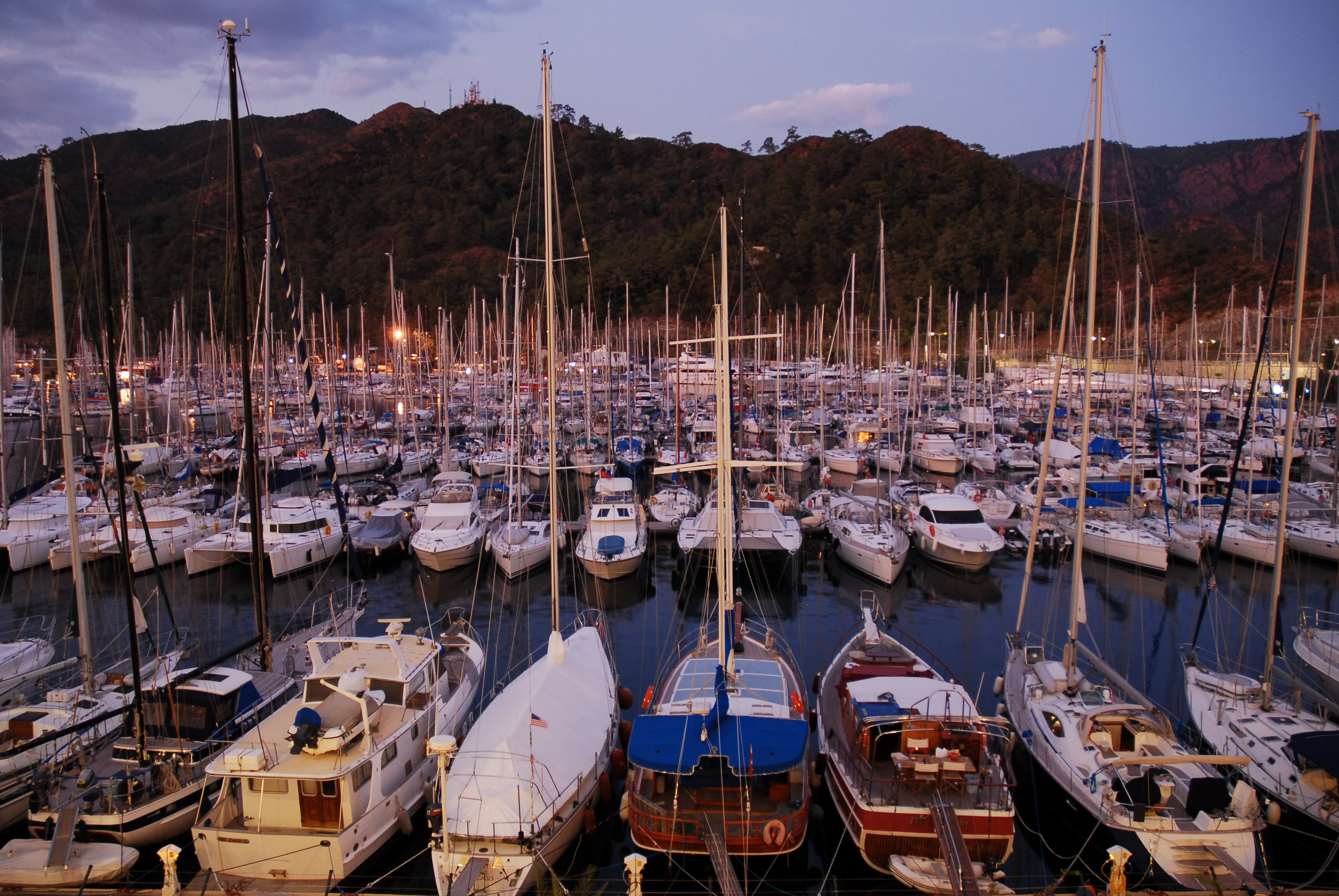
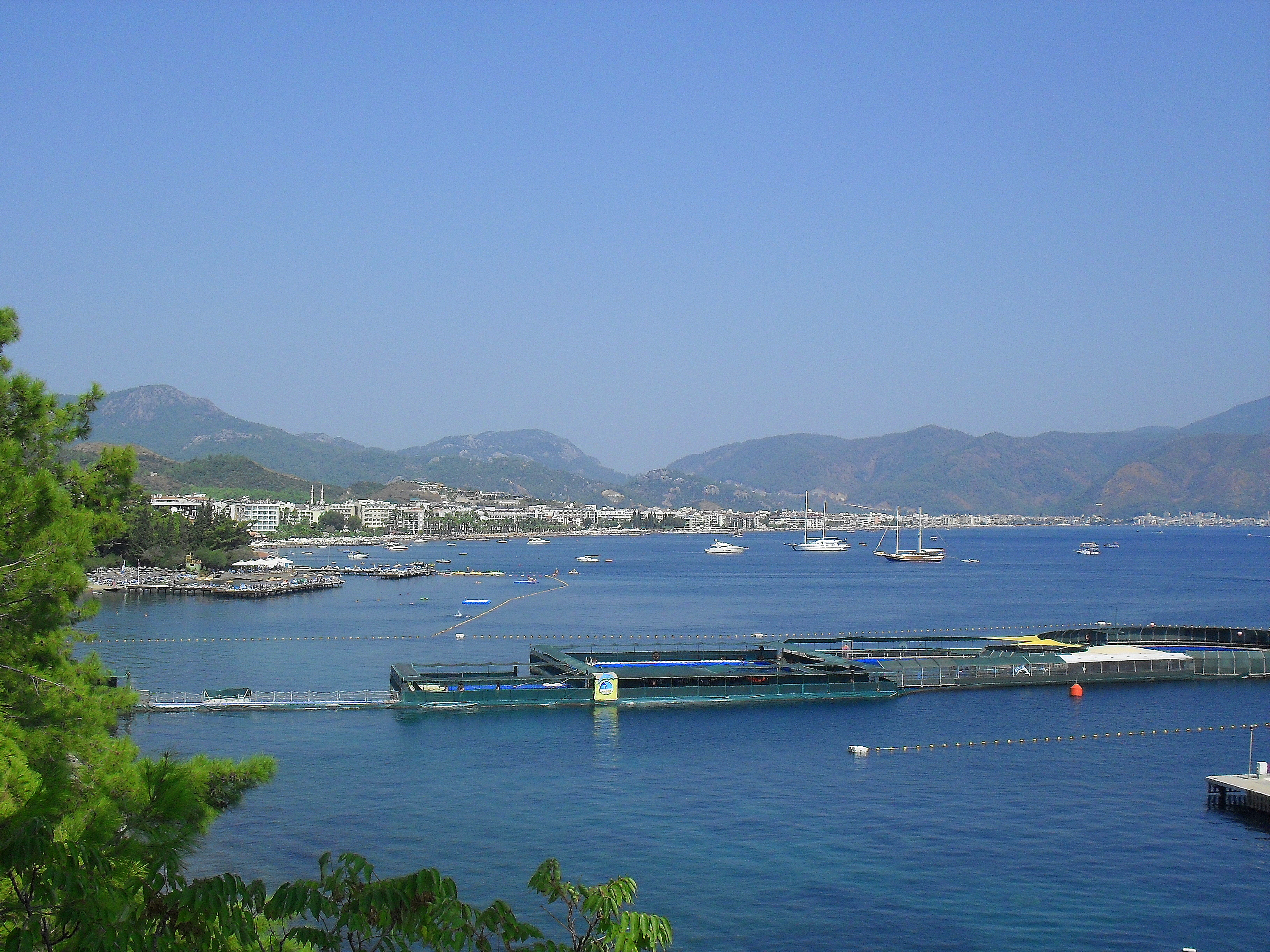
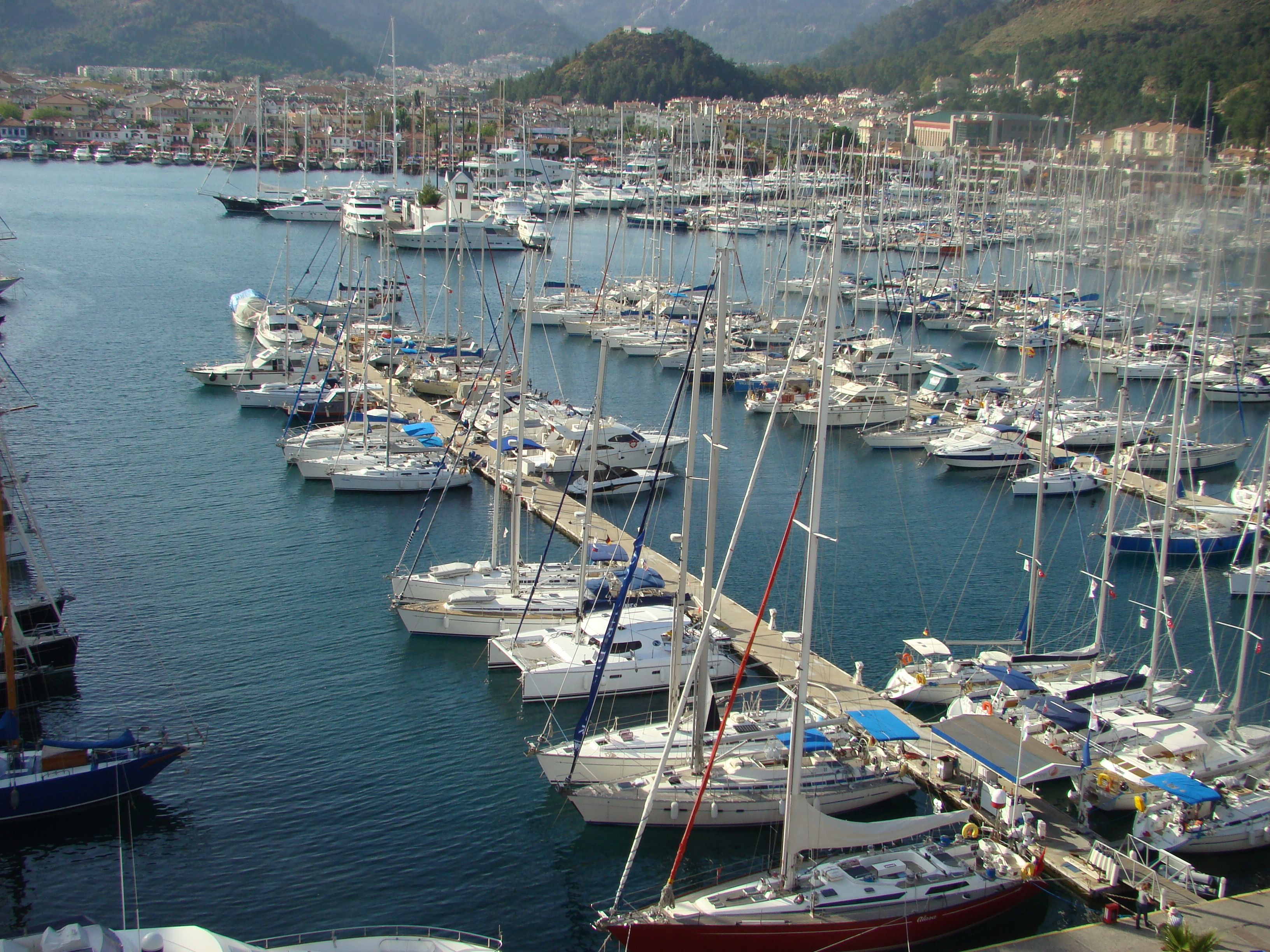
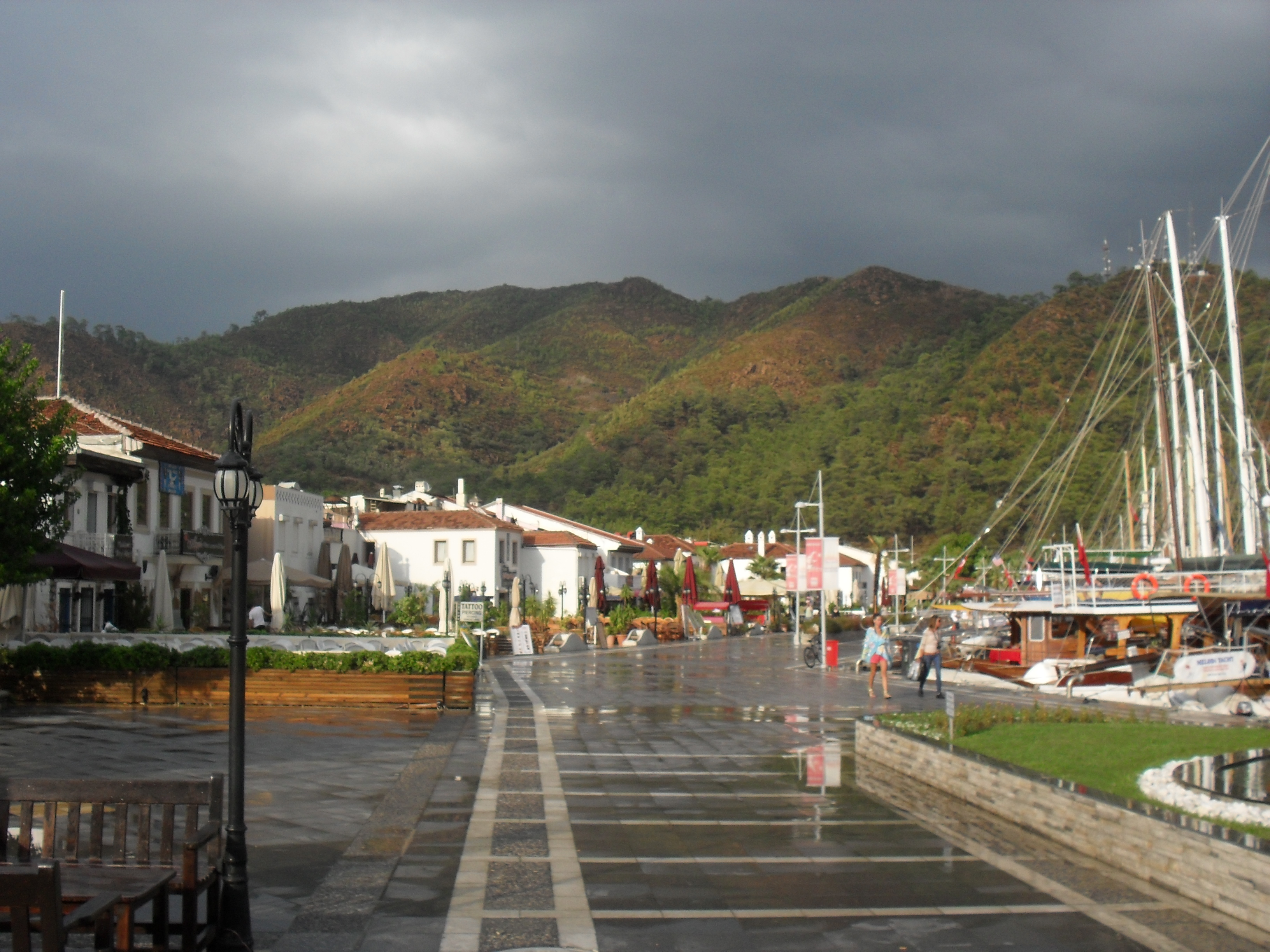
اسکله
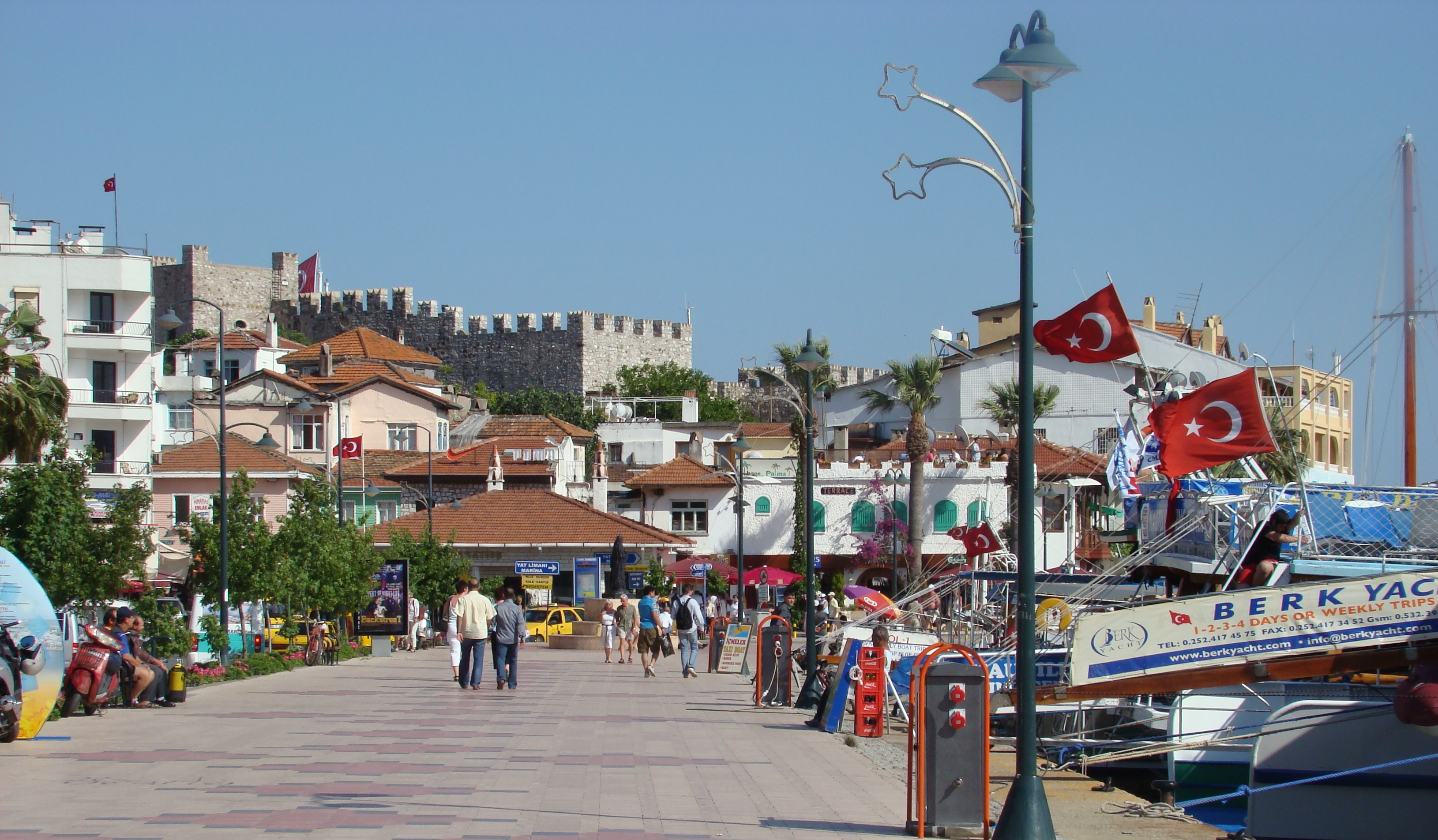
اسکله
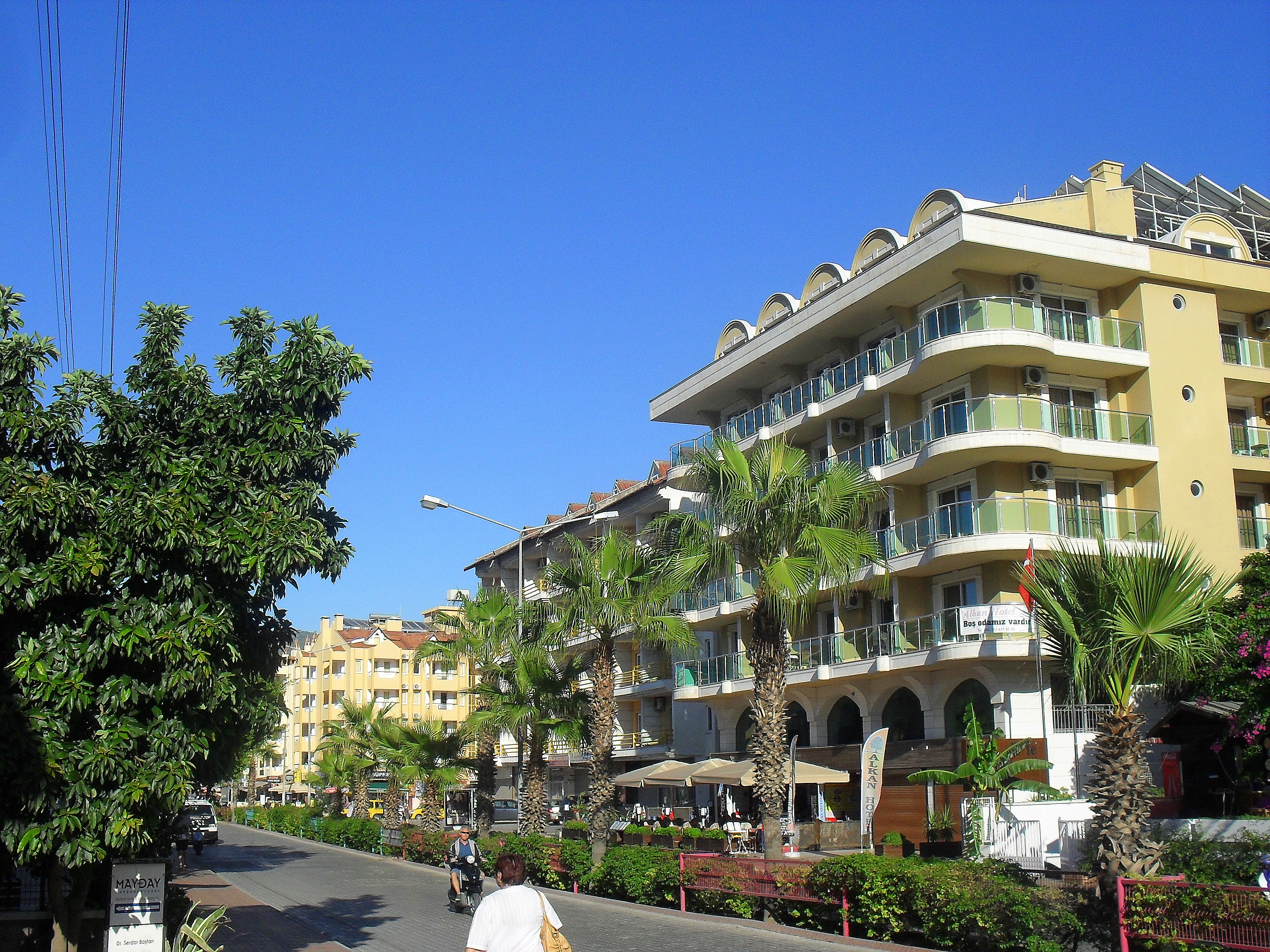
مرکز مارماریس
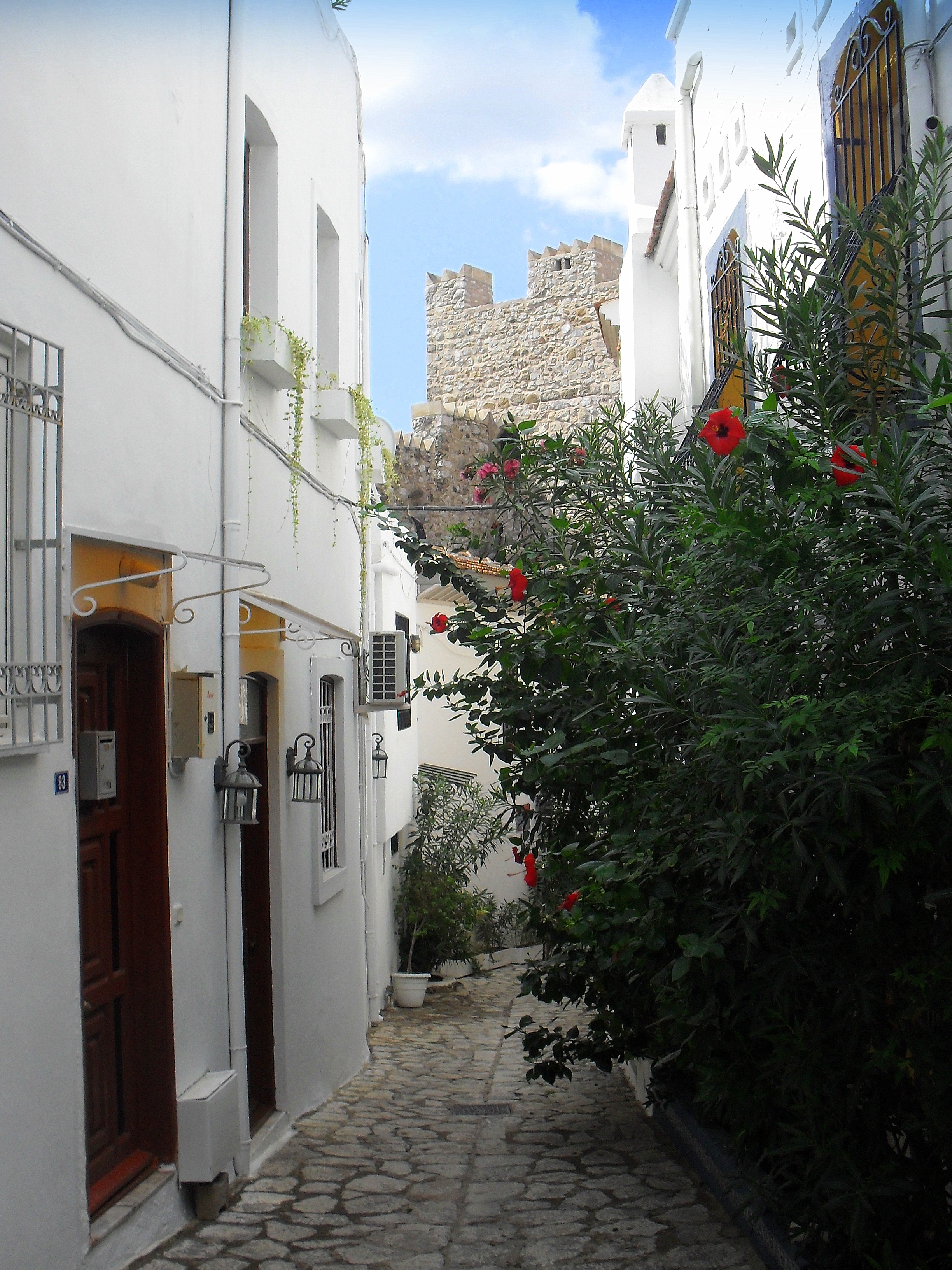
بخش قدیمی مارماریس
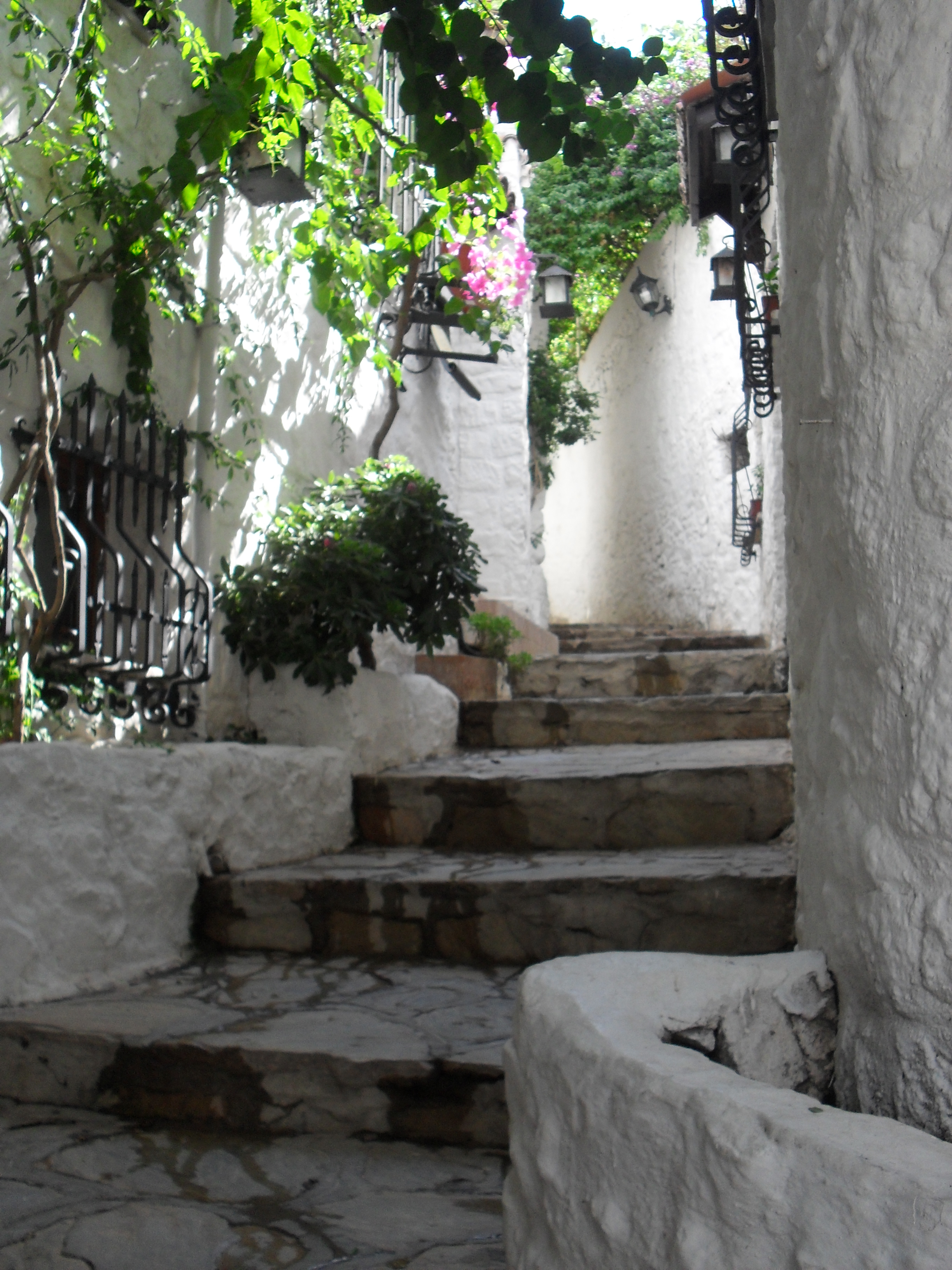
کوچه‌های بخش قدیمی مارماریس
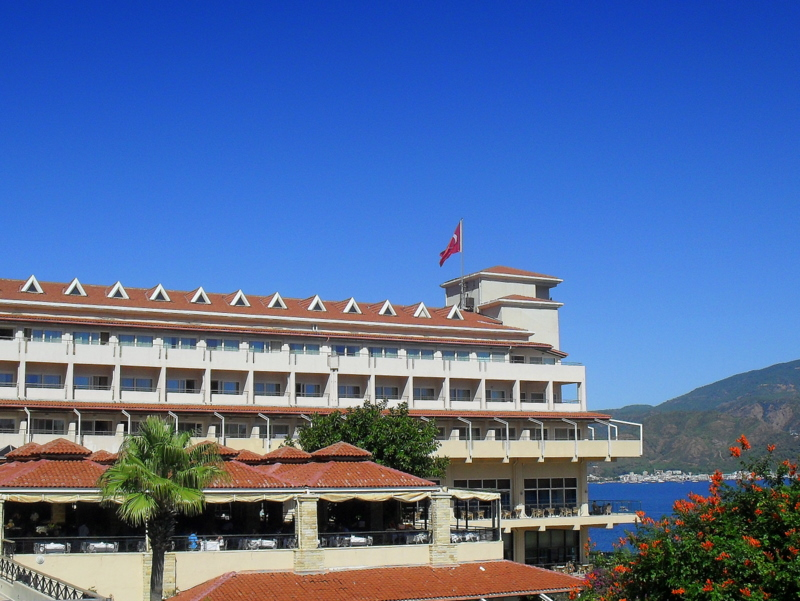
هتل مارس
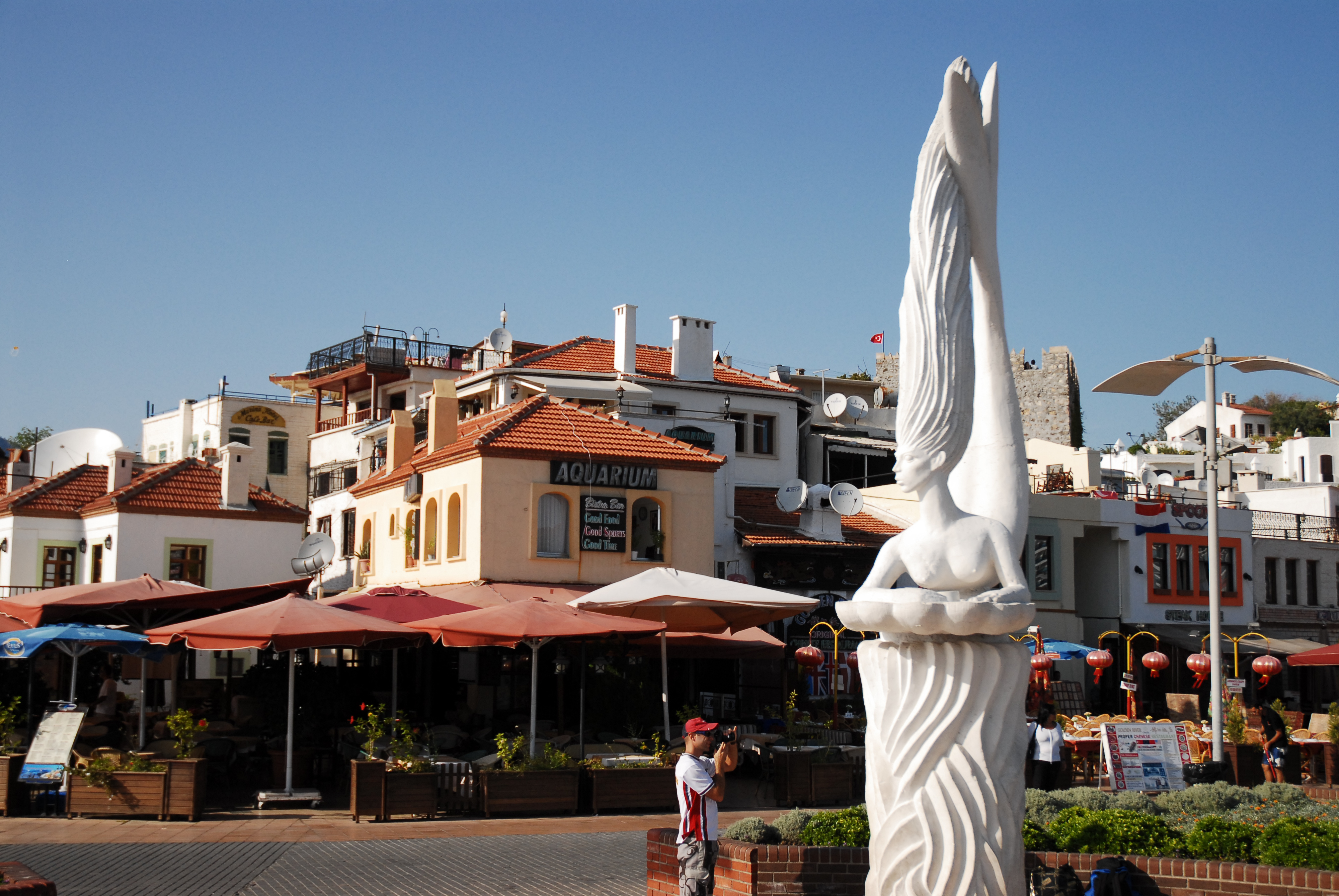
Mermaid statue at the port of Marmaris
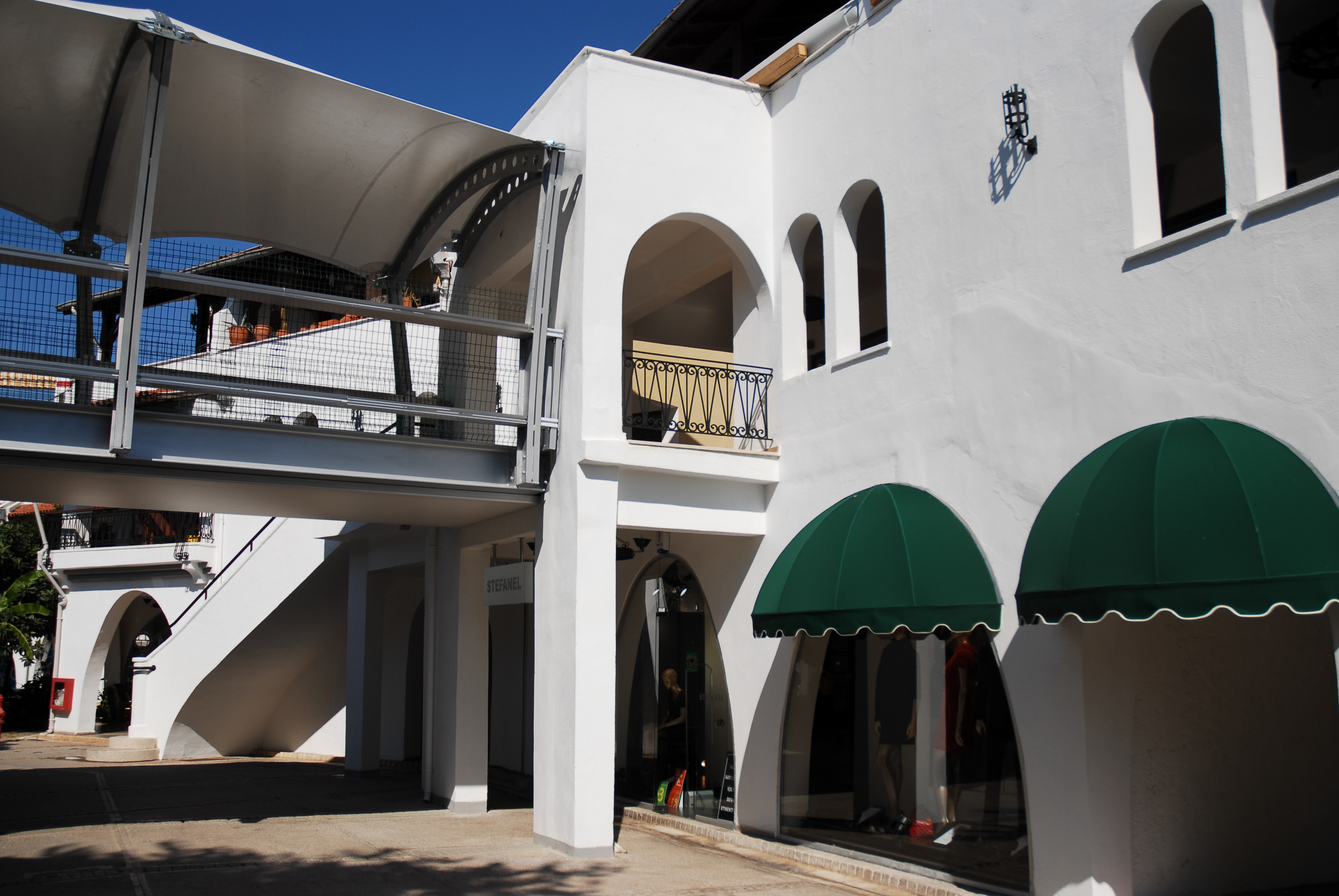
خیابان‌های مارماریس
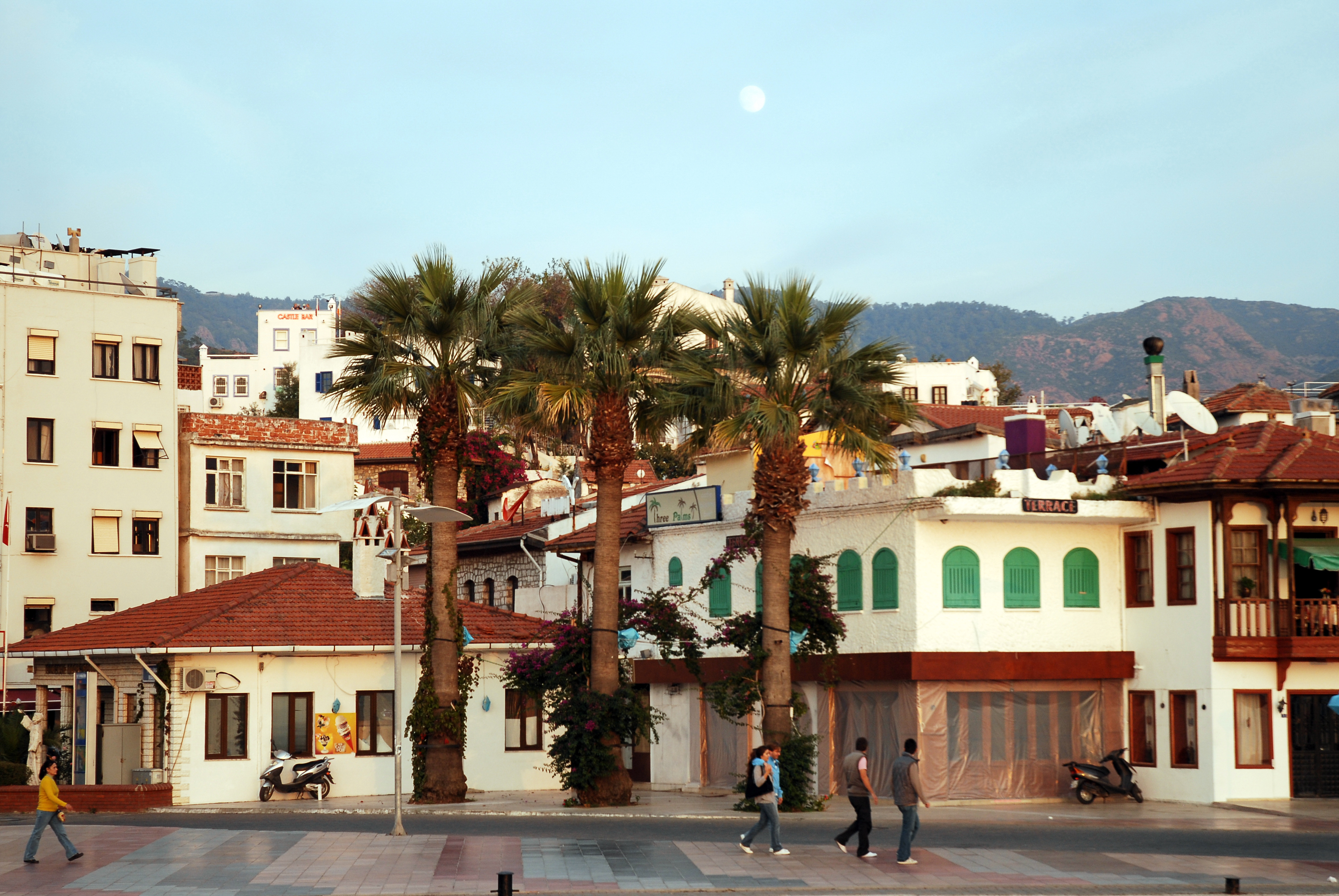
خیابان‌های مارماریس
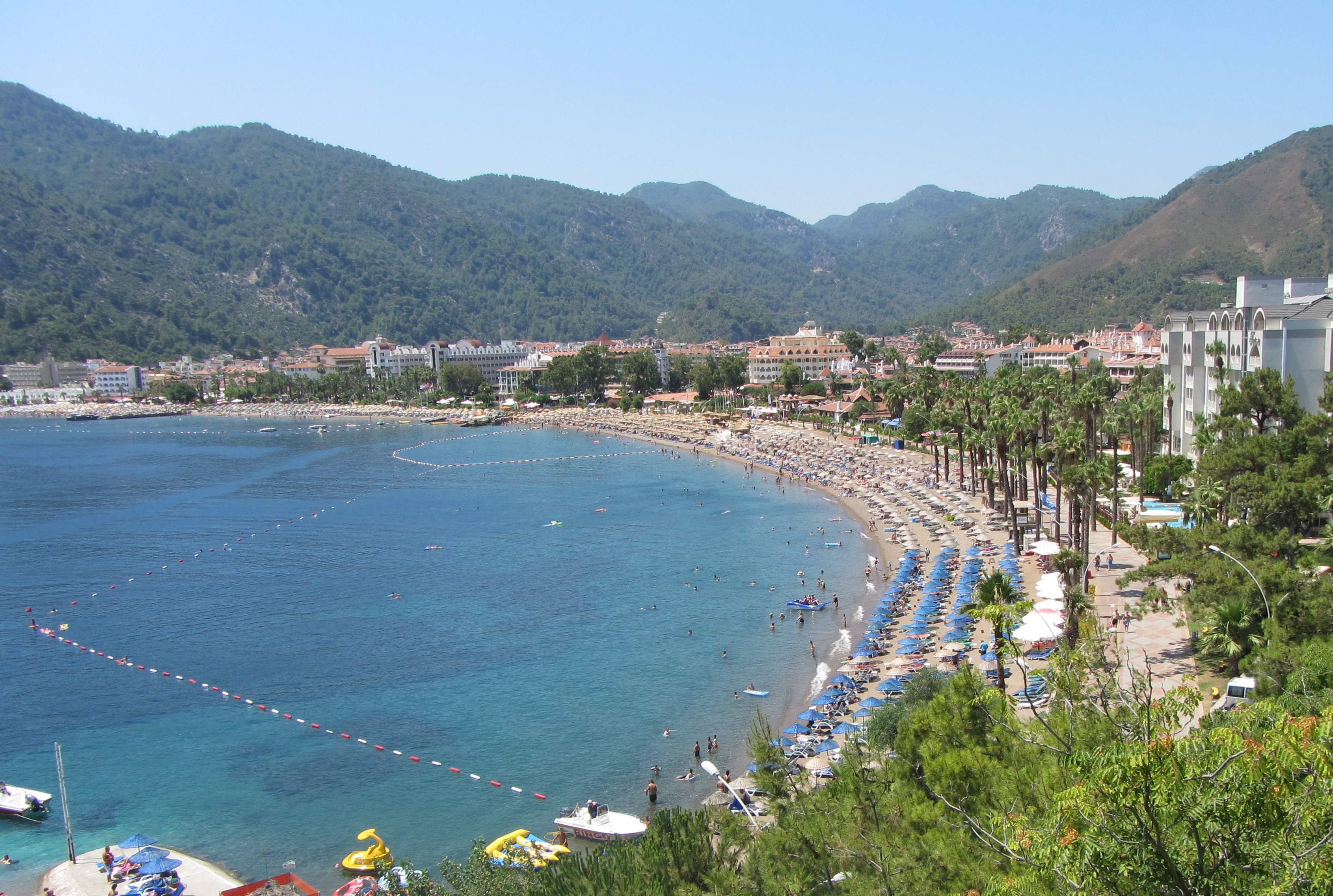
ساحل مارماریس

## جاذبه‌های مارماریس[۸]
بهترین جاذبه‌های مارماریس، دیدنی های‌طبیعی آن و دریای فیروزه‌ای و سواحل بسیار تمیزش آن است اما با این حال، جاذبه‌های زیبا و معروفی در این شهر وجود دارند.

### قلعه تاریخی و موزهٔ مارماریس
قلعه مارماریس در سال ۱۰۴۴ قبل از میلاد ساخته شده و از آثار برجسته به جا مانده از جهان باستان است که از لحاظ معماری و ساخت، فوق‌العاده است. این قلعه امروزه موزه است و یکی از جاذبه‌های مارماریس به حساب می‌آید. البته در بازدید از آن می‌توانید مجموعه‌ای از آثار تاریخی و هنری از زمان عثمانیان را در این منطقه را مشاهده کنید.

### منطقه دالیان
منطقه دالیان مارماریس، از لحاظ جغرافیایی در استان موغله و بین مارماریس و فتحیه قرار گرفته‌است. دالیان پر است از ویرانه‌های به جای مانده از دوران باستان که جاذبه‌هایی همچون ساحل ایزتوزو، حمام گِل، کارِتاکارِتاس و شهر باستانی کائونوس در آن قرار گرفته‌است.

### کوه‌های مارماریس
یکی از بهترین مناظر طبیعی برای طبیعت گردی در ماماریس کوه‌های آن هستند. این کوه‌ها، یکی از جاذبه‌های طبیعی فوق‌العاده است و این باعث شده تا این جاذبه یکی از دیدنی‌ترین مناطق این شهر باشد. به همین خاطر، تورهای گردشگری زیادی برای بازدید از مارماریس، مسافران خود را برای گشت و گذار به این کوه‌ها می‌برند.
از دیگر جاذبه‌های مهم دیدنی مارماریس میدان جوان مارماریس، شهر باستانی کاریان و پارک آبی آتلانتیس می‌باشد.

## بهترین زمان سفر به مارماریس
به لحاظ قرارگیری جغرافیایی شهر مارماریس، این شهر دارای اقلیم مدیترانه‌ای است. در واقع تابستان‌ها در این شهر بسیار گرم و مرطوب است و زمستان‌هایش هم کاملاً بارانی و سرد است. میانگین دمای هوا درمارماریس بین ۱۰ تا ۱۵ درجه سانتی‌گراد است. بهترین زمان سفر به مارماریس، فصل بهار تا اواسط تابستان است. اما در نهایت با توجه به تمامی این تفاسیر، برای سفر به این شهر تقریباً تمام فصل‌های سال شرایط خوبی برای سفر برقرار می‌باشد.